# Neobisium cavernarum
Neobisium cavernarum är en spindeldjursart som först beskrevs av Ludwig Carl Christian Koch 1873.  Neobisium cavernarum ingår i släktet Neobisium och familjen helplåtklokrypare. Inga underarter finns listade i Catalogue of Life.